# Município de Porter (condado de Delaware, Ohio)
O município de Porter (em inglês: Porter Township) é um município localizado no condado de Delaware no estado estadounidense de Ohio. No ano de 2010 tinha uma população de 1.923 habitantes e uma densidade populacional de 29,27 pessoas por km².

## Geografia
O município de Porter encontra-se localizado nas coordenadas 40° 18′ 55″ N, 82° 47′ 44″ O. Segundo a Departamento do Censo dos Estados Unidos, o município tem uma superfície total de 65.69 km², da qual 65,69 km² correspondem a terra firme e (0 %) 0 km² é água.

## Demografia
Segundo o censo de 2010, tinha 1.923 habitantes residindo no município de Porter. A densidade populacional era de 29,27 hab./km². Dos 1.923 habitantes, o município de Porter estava composto pelo 97,87 % brancos, o 0,62 % eram afroamericanos, o 0,05 % eram amerindios, o 0,36 % eram asiáticos, o 0,16 % eram de outras raças e o 0,94 % eram de uma mistura de raças. Do total da população o 0,78 % eram hispanos ou latinos de qualquer raça.